# Idaea numidica
Idaea numidica là một loài bướm đêm trong họ Geometridae.